# Platycoelia pusilla
Platycoelia pusilla är en skalbaggsart som beskrevs av Smith 2003. Platycoelia pusilla ingår i släktet Platycoelia och familjen Rutelidae. Inga underarter finns listade i Catalogue of Life.